# Chaire royale de zoologie de l'université de Glasgow

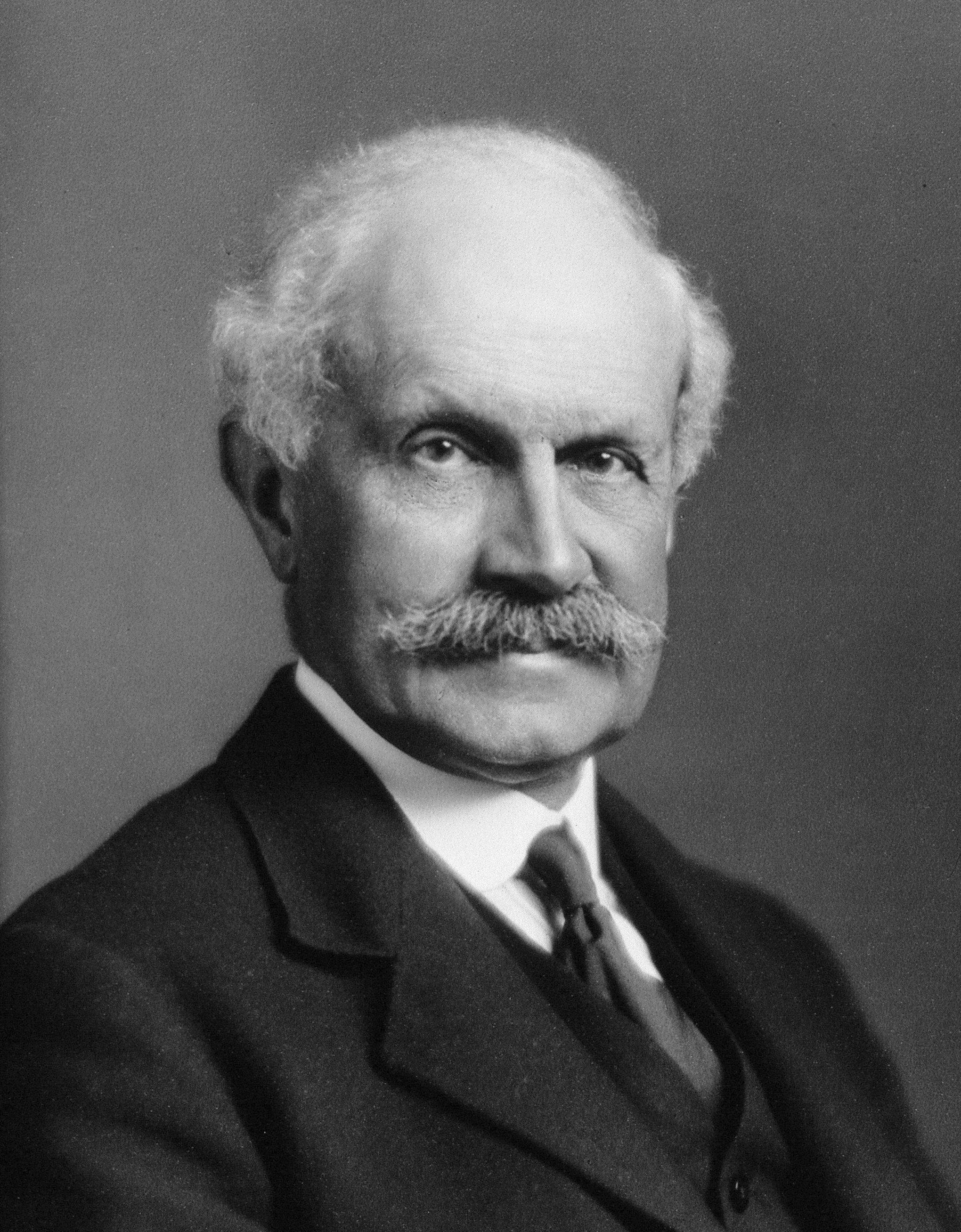
Sir John Graham Kerr, détenteur de la chaire royale de zoologie de Glasgow en 1902

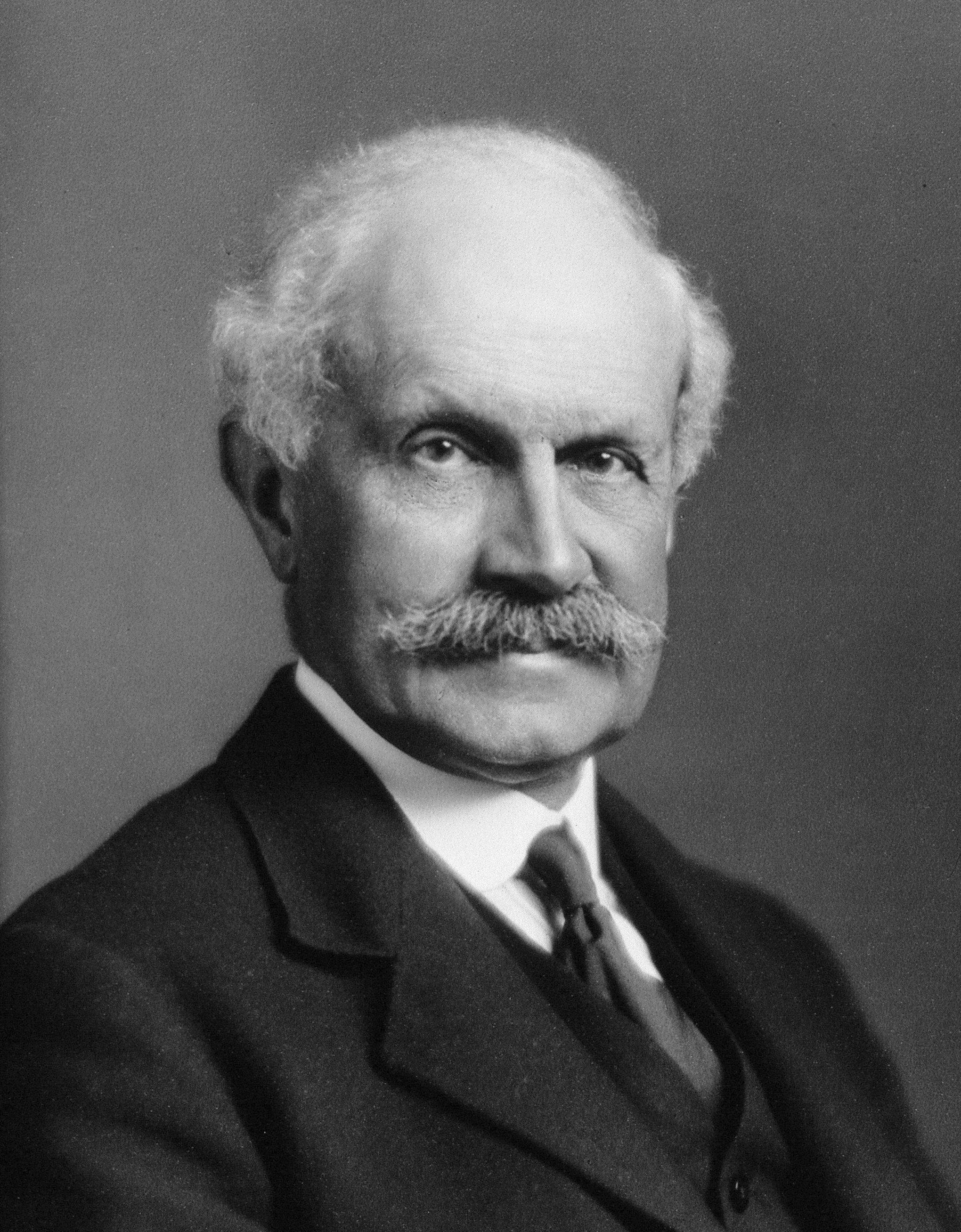
chaire royale de zoologie de GlasgowSir John Graham Kerr (1869-1957)Sir John Graham Kerr (1869-1957)Sir John Graham Kerr

La chaire royale de zoologie de l'université de Glasgow a été fondée en 1807 par le roi George III (1738-1820) sous le titre de chaire royale d’histoire naturelle. Elle sera scindée en deux en 1903 : l’une sera la chaire royale de géologie, l’autre celle zoologie.

## Détenteurs de la chaire royale de zoologie de Glasgow
- 1807 : Lockhart Muirhead (1765-1829[1])
- 1829 : William Couper
- 1857 : Henry Darwin Rogers (1808-1866)
- 1866 : John Young
- 1902 : Sir John Graham Kerr (1869-1957)
- 1935 : Edward Hindle (1886-1973)
- 1944 : Maurice Yonge (1899-1986)
- 1965 : David Newth
- 1984 : Keith Vickerman
- 2013 : Pat Monaghan[2]